# Saint-Georges-des-Groseillers
Saint-Georges-des-Groseillers – miejscowość i gmina we Francji, w regionie Normandia, w departamencie Orne.
Według danych na rok 1990 gminę zamieszkiwało 3361 osób, a gęstość zaludnienia wynosiła 476 osób/km² (wśród 1815 gmin Dolnej Normandii Saint-Georges-des-Groseillers plasuje się na 52. miejscu pod względem liczby ludności, natomiast pod względem powierzchni na miejscu 712.).